# جلجامش وآجا

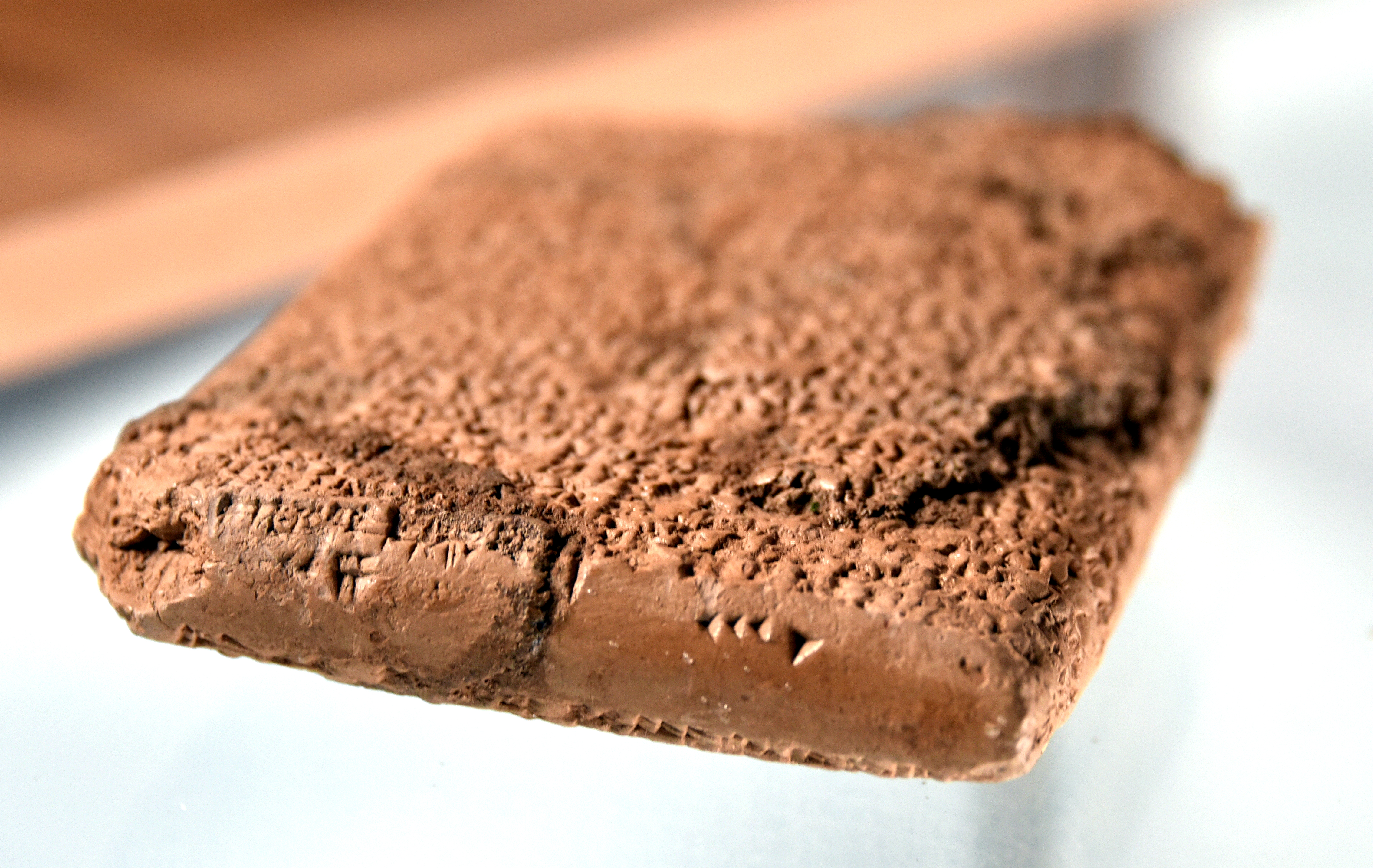
لوح شعري بابلي قديم، متحف السليمانية

جلجامش وآجا ويشار إليهما أحيانًا باسم مبعوثو آجا (بالسومرية: lu2 kin -gi4-a aka)، هي قصيدة بابلية قديمة مكتوبة باللغة السومرية. وهي القصيدة الوحيدة من القصائد الخمس لجلجامش التي لا تحتوي على جوانب أسطورية، وقد كانت موضوع نقاش منذ نشرها في عام 1935 ثم ترجمتها في عام 1949.
تروي القصيدة حصار كيش لأوروك بعد أن رفض الإين جلجامش الخضوع لهم، الأمر الذي انتهى بهزيمة آجا وبالتالي سقوط هيمنة كيش. وفي حين أن تاريخية الحرب لا تزال مسألة مفتوحة، فقد جرت محاولات لتحديد تاريخ. التاريخ المقترح هو حوالي 2600 قبل الميلاد، حيث تشير الأدلة الأثرية إلى سقوط هيمنة كيش بين العصرين الثاني والثالث. يقال أن مكان المعركة وقع خارج أسوار الوركاء، الواقعة شرق مجرى نهر الفرات الحالي. ويبدو أن الصراع بين أوروك وكيش والعلاقات بين جلجامش وأغا الكيشي تلقي الضوء على السياسة بين المدن وعلى طبيعة المؤسسات الحكومية ومجلس المواطنين وظهور الملكية. اعتبر بعض العلماء أن الحكاية تعكس العلاقات بين السومريين والساميين، وهي قضية مهمة محتملة ولكنها غامضة حتى الآن في تاريخ بلاد ما بين النهرين المبكر.

## مخطوطة
كانت القصائد السومرية تُكتب في أسطر محاذية لليسار، وتحتوي على تنظيمات قائمة على السطور مثل الأبيات الشعرية أو المقاطع الشعرية. لم تكن القافية متناغمة، على الرغم من "استغلال التأثيرات المماثلة في بعض الأحيان". لم تستخدم التقسيم المقطعي النغمي (التقسيم النغمي القائم على التناوب المنتظم للمقاطع القوية المشددة والمقاطع الضعيفة غير المشددة)، ويمنع نظام الكتابة اكتشاف الإيقاع أو الوزن أو القافية، أو السجع.
في سومر القديمة، مثل اليونان القديمة والهند، كان الشعراء والمغنون المرتبطون بالبلاط مدفوعين إلى الارتجال وتأليف القصائد السردية أو الأغاني التي تحتفل بمغامرات وإنجازات الملوك والأمراء. لا يزال من غير المعروف أين ومن الذي تلا جلجامش وأجا، ومع ذلك، قد تكون هناك علاقة بين النصوص واهتمام سلالة أور نمو بـ لوغال باندا وجلجامش.

### التوافق الشظوي
جميع المخطوطات من السلالة البابلية الأولى ومن نفر باستثناء أ، من أصل غير معروف. الاختلافات بينهما هي في الغالب إملائية ونحوية.
| كتالوج (رومر) | أ                           | ب    | ج            | د           | هـ          | و           | ز          | ح           | ط     | ي     | ك     | ل      | م              | ن           | س      | ع     |
| ------------- | --------------------------- | ---- | ------------ | ----------- | ----------- | ----------- | ---------- | ----------- | ----- | ----- | ----- | ------ | -------------- | ----------- | ------ | ----- |
| خطوط          | 1-17; 32-49; 82-96; 111-114 | 1-61 | 1-24; 88-114 | 1-12; 68-82 | 1-12; 52-61 | 1-12; 73-82 | 1-8; 47-56 | 4-10; 47-57 | 16-66 | 21-42 | 58-66 | 61-144 | 61-66; 113-114 | 8-24; 34-46 | 76-107 | 49-59 |

### النشر
تظهر القصة في الفهارس الأدبية في العصر البابلي القديم. يتألف النص من 114 سطرًا تم إعادة تكوينه من 16 جزءًا تمثل 9 مخطوطات. نُشرت لأول مرة عام 1935 بواسطة ت. فش، في نشرة مكتبة جون رايلاندز التاسعة عشر، وتمت ترجمتها ونسخها صوتيًا لأول مرة بواسطة صموئيل نوح كريمر عام 1949. ومع ذلك، ظل التفسير مثيرًا للجدل، وكانت هناك بعض التصحيحات النحوية التي أجراها جاكوبسن وآدم فالكينشتاين في عامي 1957 و1966 على التوالي.

## قصيدة
```
يرسل آجا الكيشي رسلًا إلى جلجامش في 
الوركاء
، ويطلب من سكان المدينة العمل كعبيد يحفرون الآبار لكيش. يقترح جلجامش التمرد ضد آجا، لكن "آباء المدينة" يرفضون هذا الاقتراح وينصحونه بالخضوع أمام كيش. ولكن جلجامش لم يقتنع بالجواب، بل كرر الرسالة واقتراحه بالتمرد. وبعدها يقبلون الثورة ضد آجا ويعينون جلجامش 
لوغال
.
```

بعد عشرة أيام، يقود آجا جيشه إلى الوركاء ويحاصرون أسوار الوركاء. يشعر سكانها في حالة من الارتباك والخوف. يطلب جلجامش متطوعًا للوقوف أمام آجا، ويعرض حارسه الملكي بيرهورتورا نفسه. عندما يخرج بيرهورتورا من أبواب المدينة، يتم القبض عليه وإحضاره أمام آجا نفسه، الذي يستجوبه ويعذبه. يسأل أحا الحارس بيرهورتورا إذا كان هو ملكه. ينكر بيرهورتورا هذا، ويرد بأنه عندما يظهر ملكه الحقيقي، سيتم محاربة جيش آجا ويتم القبض عليه. وهذا يثير غضب آجا، الذي يستمر في تعذيبه. ثم يخطو جلجامش على السور؛ ولا يخيف آجا، ولكن يراه جيش الكيشيين. يستغل إنكيدو والرجال الأصحاء ارتباك أعدائهم ويتقدمون من خلالهم.
تم القبض على أجا في وسط جيشه. يتوجه جلجامش إلى آجا باعتباره رئيسه، ويتذكر كيف أنقذ آجا حياته وأعطاه ملجأ. يسحب آجا طلبه ويطلب رد الجميل له. جلجامش، أمام شمش، يطلق سراح آجا ليعود إلى كيش.

### البنية والأسلوب
تنقسم القصيدة إلى قسمين. القسم الأول يصف أنشطة المؤسسات السياسية داخل مدينة الوركاء التي أدت إلى الأحداث التي سميت جلجامش لوغال، في حين يصف الثاني العلاقات العسكرية بين المدينتين، أو جلجامش وأجا. إن التوازي، الشائع في الأدب السومري، موجود؛ مثل رسالة واستجابة آجا والرجال الأصحاء على التوالي، أو حوار بيرهورتورا مع تصرفات جلجامش في المعركة.
لا توجد أي إيحاءات أسطورية أو آلهة، كما هو الحال في قصص جلجامش الأخرى، ويبدو أن مادة الحبكة مأخوذة من واقع العلاقات الخارجية بين المدن السومرية. الشخصيات هم بشر عاديون. يتقاسم جلجامش الأهمية مع آجا، الذي يتفوق على جلجامش، وحارسه بيرهورتورا، الذي هو أدنى عسكريًا من الملك على الرغم من أن ربع التكوين مخصص لمساهمته في انتصار الوركاء. يهاجم إنكيدو قوات العدو بينما يقف جلجامش على الحائط، وهذا التصوير كإنسان حالي، على عكس حكاياته الأخرى، يخلق انطباعًا بالأصالة.

### التاريخية والتأريخ

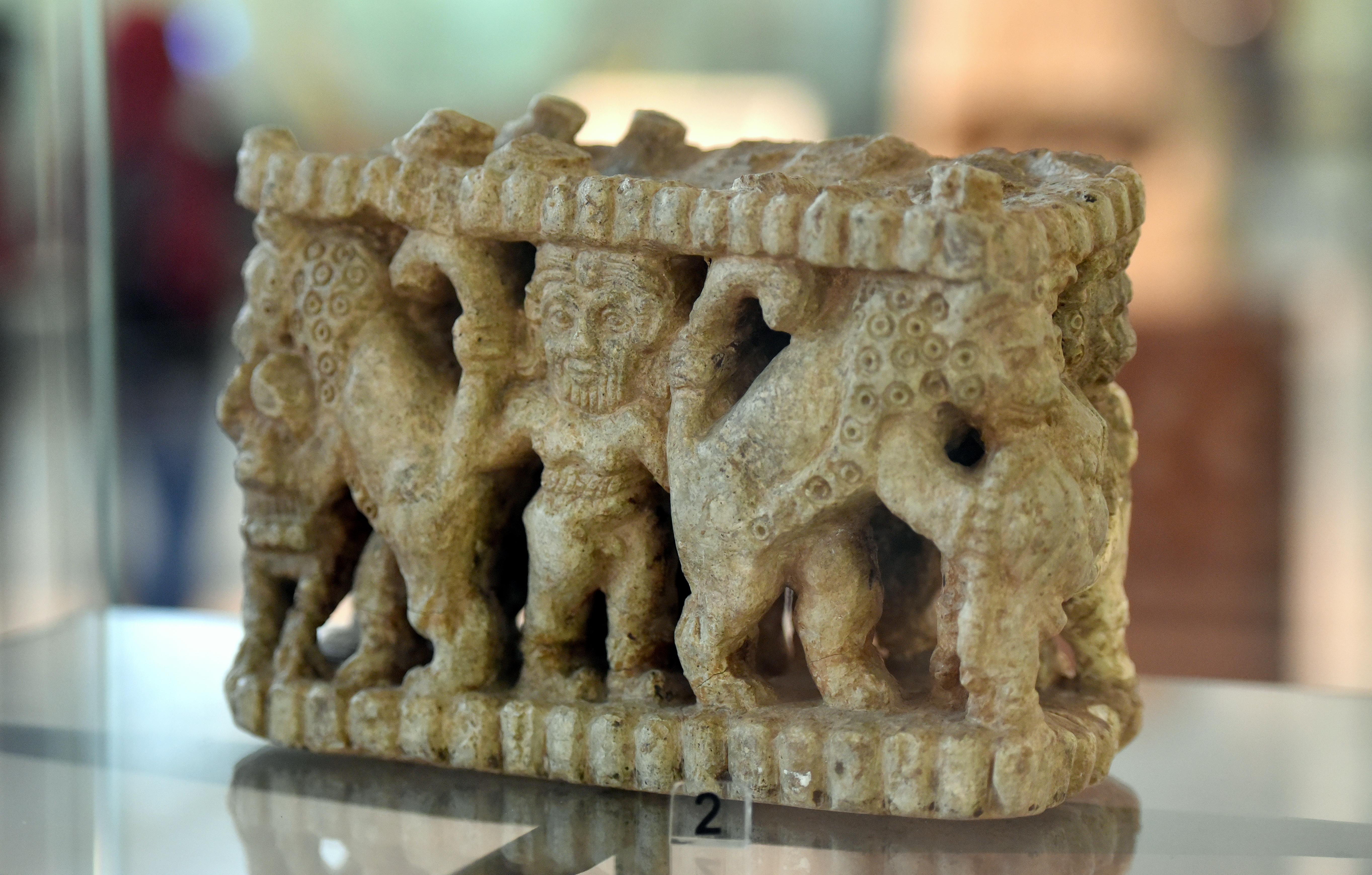
جلجامش في مزهرية منحوتة، معبد شارة، تل أغرب، العراق

وفقًا لقائمة الملوك سومر (مجموعة النصوص الإلكترونية للأدب السومري 2.1.1)، كانت كيش مهيمنة على سومر، حيث حكم آجا لمدة 625 عامًا، وخلف والده إين مي باراكي سي على العرش، وهزمته الوركاء في النهاية. إن استخدام اللقب الملكي ملك كيش يعبر عن المطالبة بالحكم الوطني والهيبة، حيث أن كيش حكمت الأمة بأكملها ذات يوم. من المحتمل أن حكمه شمل أوما، وبالتالي زابالا، التي كانت تابعة لها في عصر فجر السلالات ؛ ويمكن دعم ذلك بظهوره في جوهرة الملك أغا، حيث ورد ذكره كملك أوما. هناك بعض الأدلة الضئيلة التي تشير إلى أنه، مثل ملوك أور الثالثة اللاحقين، سعت حكام جزيرة كيش إلى التودد إلى السلطات في نفر، ربما لإضفاء الشرعية على مطالبهم بالزعامة على أرض سومر أو جزء منها على الأقل. تشير الأدلة الأثرية من كيش إلى ازدهار المدينة في العصر الثاني مع امتداد نفوذها السياسي إلى ما هو أبعد من المنطقة، ومع ذلك في العصر الثالث كان القصر مهجورًا، وتدهورت المدينة بسرعة.

### رسالة أجا

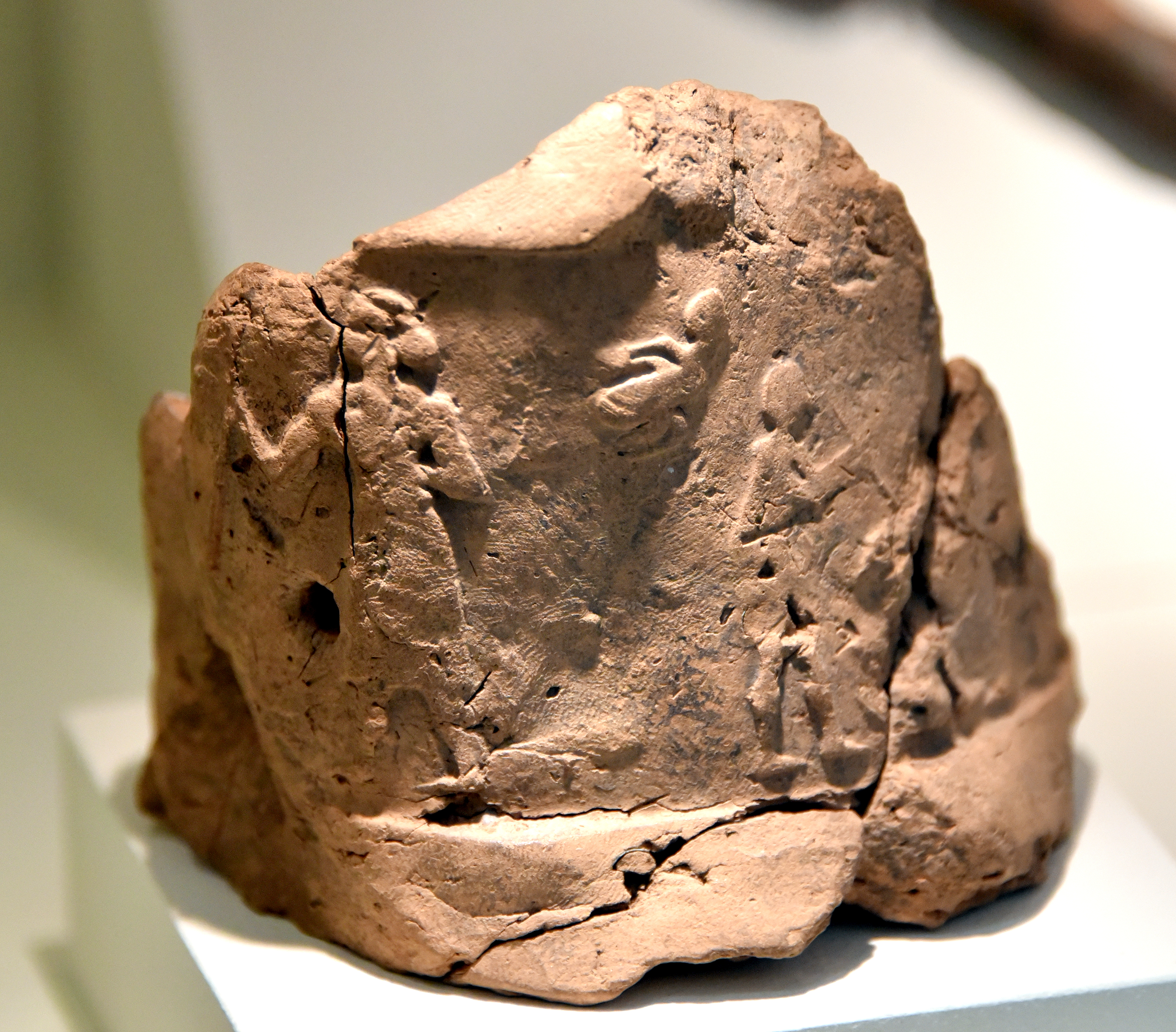
حكام وسجناء من الوركاء، العراق. الألفية الرابعة قبل الميلاد متحف بيرغامون

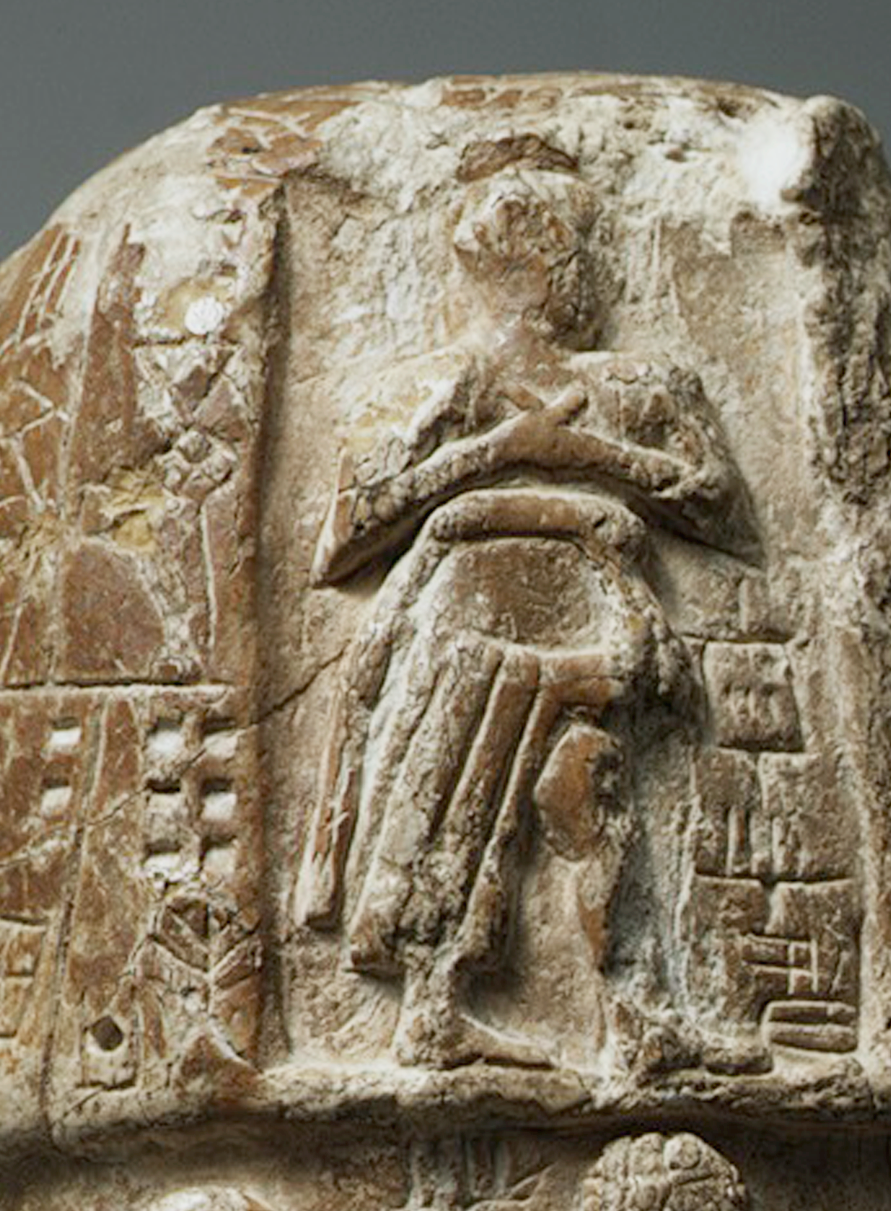
تم تصوير آجا على لوحة أوشومغال كمسؤول في الجمعية العظيمة

كان طلب آجا يعني أن يصبح شعب الوركاء سقاة ماء إلى ما لا نهاية، وهو ما يدل على العبودية. يرددها جلجامش أمام مجلس الشيوخ. لا توضح القصيدة ما إذا كان جلجامش يعيد إنتاج رسالة آجا أم أنها موصوفة عمدًا؛ ومع ذلك، فإن السطر الرابع يتحدث عن حقيقة أن جلجامش يفسر الرسالة كما لو كان "يختار كلماته بعناية". لا يثور إلا الرجال الأصحاء القادرون على العمل، أولئك الذين يتعين عليهم أن يعملوا بأنفسهم. وقد تم تخفيف حدة التمرد بسبب حقيقة أنهم لم يتحدثوا عن الملك، بل عن "ابن الملك"؛ ربما في إشارة إلى أن آجا لا يزال شابًا وغير ناضج.

 
كان الري أمراً محورياً للحياة في جنوب بلاد ما بين النهرين. اعتمدت الزراعة على الري والصرف الاصطناعي، وكانت القنوات تُستخدم للنقل. ومن الأمثلة الواضحة على أهمية القنوات مسلة النسور التي أقامها إياناتوم من لكش لإحياء ذكرى نجاحه في الصراع الطويل بين مدينته وجارتها أوما. دار الصراع حول السيطرة على غو إيدين، وهو حقل على الحدود المشتركة بين المدينتين. بعد وصف الأعمال العدائية وانتصاره، يروي إياناتوم بالتفصيل القسم الذي أداه ملك أوما، والذي يتعلق بنظام الري.
إن موضوع طلب آجا يتعلق بحقيقة الوجود في جنوب بلاد ما بين النهرين، ومطلبه للوركاء يعني أنه يحتاج إلى عمالة أجنبية لتنفيذه. تظهر نصوص لكش ما قبل سرجون أن عمليات القتل الجماعي لأسرى الحرب وتجنيد القوات الأجنبية لتعزيز المدينة كانت معروفة. يمكن رؤية نفس الزخارف في إينمركر وملك أراتا ( مجموعة النصوص الإلكترونية للأدب السومري)، حيث طالب إينمركر سكان أراتا بالقيام بأعمال البناء.
تم العثور على طلب آجا في مجموعة من الأمثال، مما يجعل إجابة الرجال الأصحاء متوازية وظيفيًا، حيث أن كلاهما مصنوع من نفس النموذج حرفيًا. تبدأ كلتا الإجابتين بمقطع شعري يوضح السلطة، ويطرح المطالب، وينتهيان بقرار يتعلق بالحرب.
| تهديد أجا | استجابة الرجال الأصحاء                                                                           |
| --- | ------------------------------------------------------------------------------------------------ |
| هناك آبار يجب الانتهاء منها، هناك العديد من آبار الأرض لم تكتمل بعد؛ يوجد آبار ضيقة في الأرض المراد الانتهاء منها، هناك آبار تحتاج إلى تعميق وحبال تحتاج إلى استكمال. | الوقوف على الواجب، جالسا حاضرا، مرافقة ابن الملك، يمسك لجام الحمار.'من لديه هذا القدر من التنفس؟ |

### الجمعية

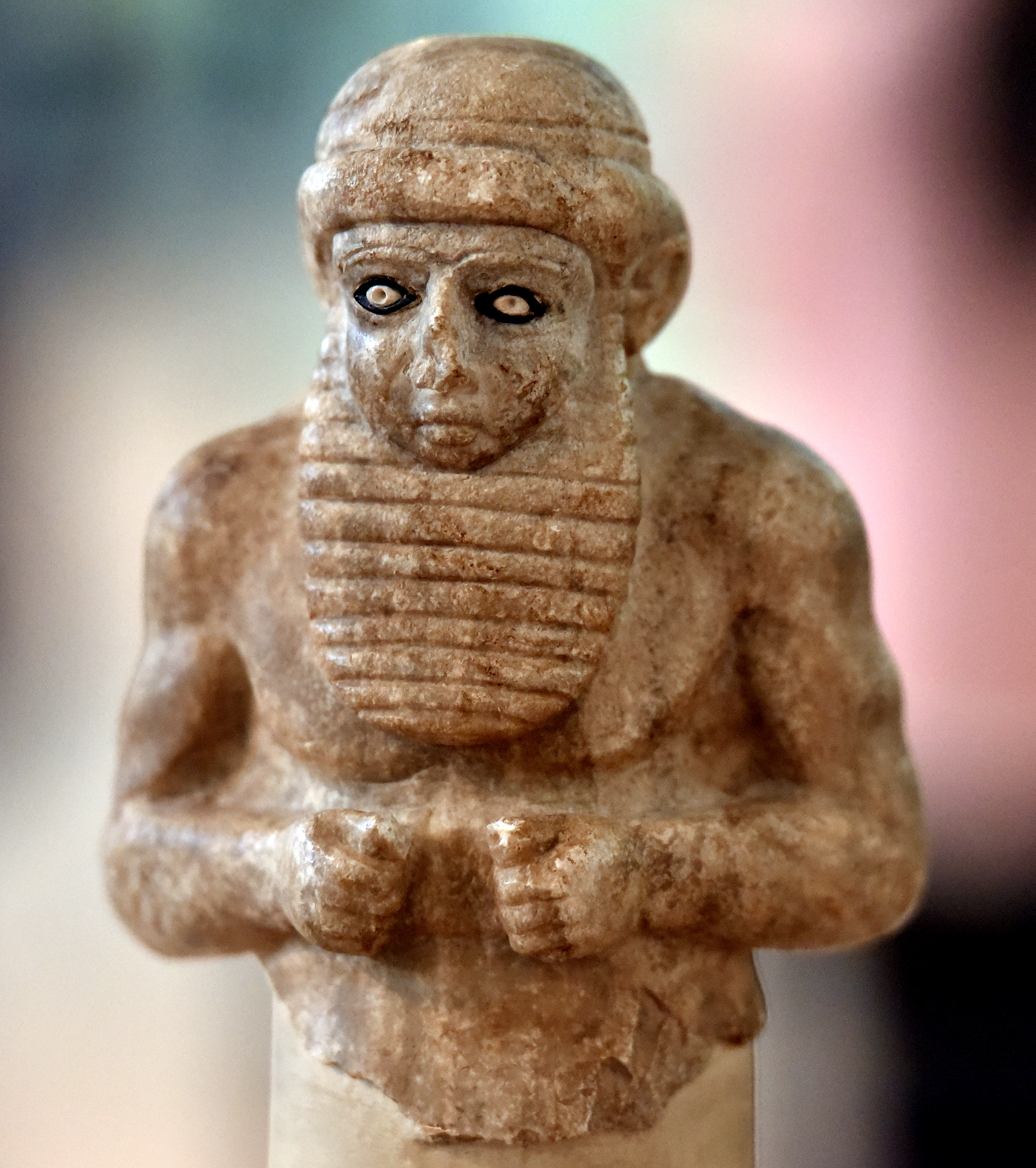
ملك كاهن من الوركاء، بلاد ما بين النهرين، العراق، حوالي 3000 قبل الميلاد. متحف العراق

في حين كانت الجمعيات موجودة، لا يوجد سجل لتكوينها أو وظيفتها حتى فترة الأسرات المبكرة الثالثة.a وفقًا للنصوص البابلية القديمة، كان للملك سلطة سياسية كاملة. كانت هناك منظمات سياسية بالمصطلحات الأكدية، مثل بوهروم (الجمعية)، و الوم (المدينة)، و شيبوتوم (الشيوخ). استخدم جاكوبسن النصوص الأسطورية لاستخراج المعلومات التاريخية، واستخدم قصة الخلق البابلية التي تحكي كيف قررت جمعية الآلهة مواجهة تيامات.
- يتم دعوة الجمعية إلى الاجتماع من قبل رئيس البانتيون.
- يرشح المجلس أحد أعضائه كـ لوغال، مع نطق الصيغة.
- يُمنح المنصب لمدة محدودة.

زعم جاكوبسن أن قصة الخلف البابلية كانت انعكاسًا للسياسة ما قبل التاريخية، وأطلق عليها مصطلح "الديمقراطية البدائية" مما يعني أن جمعية المواطنين كانت تدير جميع شؤون المجتمع، وكانت هذه الجمعية مخولة بتعيين زعيم لمهمة محددة لفترة محدودة. افترض أن المؤسسات السياسية اللاحقة لمدن الدول السومرية تطورت من أنماط القيادة للمجتمعات الحضرية الأولية الصغيرة. ولتفسير الخلاف بين آباء المدينة والرجال الأصحاء بشأن مهاجمة كيش، يقترح جاكوبسن أن سلطة الجمعية كانت تتضاءل ولم يكن لديها سوى سلطة انتخاب زعيم في حالة التمرد. نظرية أخرى تستند إلى نصوص لكش ما قبل سرجون، اقترحت أن آباء المدينة يمثلون طبقة النبلاء أصحاب العقارات بينما كان الرجال الأصحاء هم أعضاء المجتمع، الذين كانوا يزرعون قطعًا صغيرة من الأراضي العائلية، وكانت المنظمتان تتقاسمان السلطة مع الملك في قضايا المعابد والري والبناء. ومع ذلك، فإن هذه النظرية لا تنطبق على زمن جلجامش وأجا.

افترض كرامر وجود هيكل سياسي ثنائي المجلس، ومع ذلك، فإن القصيدة، بدلاً من أن تكون دقيقة تاريخيًا، تخلق موازية متناقضة b إذا أخذنا الأمر على أنه واقع، فإن الشيوخ والجمعية كانا كيانين سياسيين منفصلين (على النقيض من قصة القصيدة) بينما كان الرجال الأصحاء عنصرًا من سكان المدينة يعملون في الجيش. وبحسب ما ذكرته دينا كاتز، فإن الرجال الأصحاء كانوا نقطة البداية للتوازي.
وبما أن الرجال الأصحاء كانوا وحدات عسكرية لم تكن قراراتها بشأن المسائل العامة تتمتع بأي سلطة، فقد أنشأ المؤلف جمعية الرجال الأصحاء، وهي نقيض لجمعية آباء المدينة ، مما أعطى لكل منهما تداعيات قانونية.

### المعركة

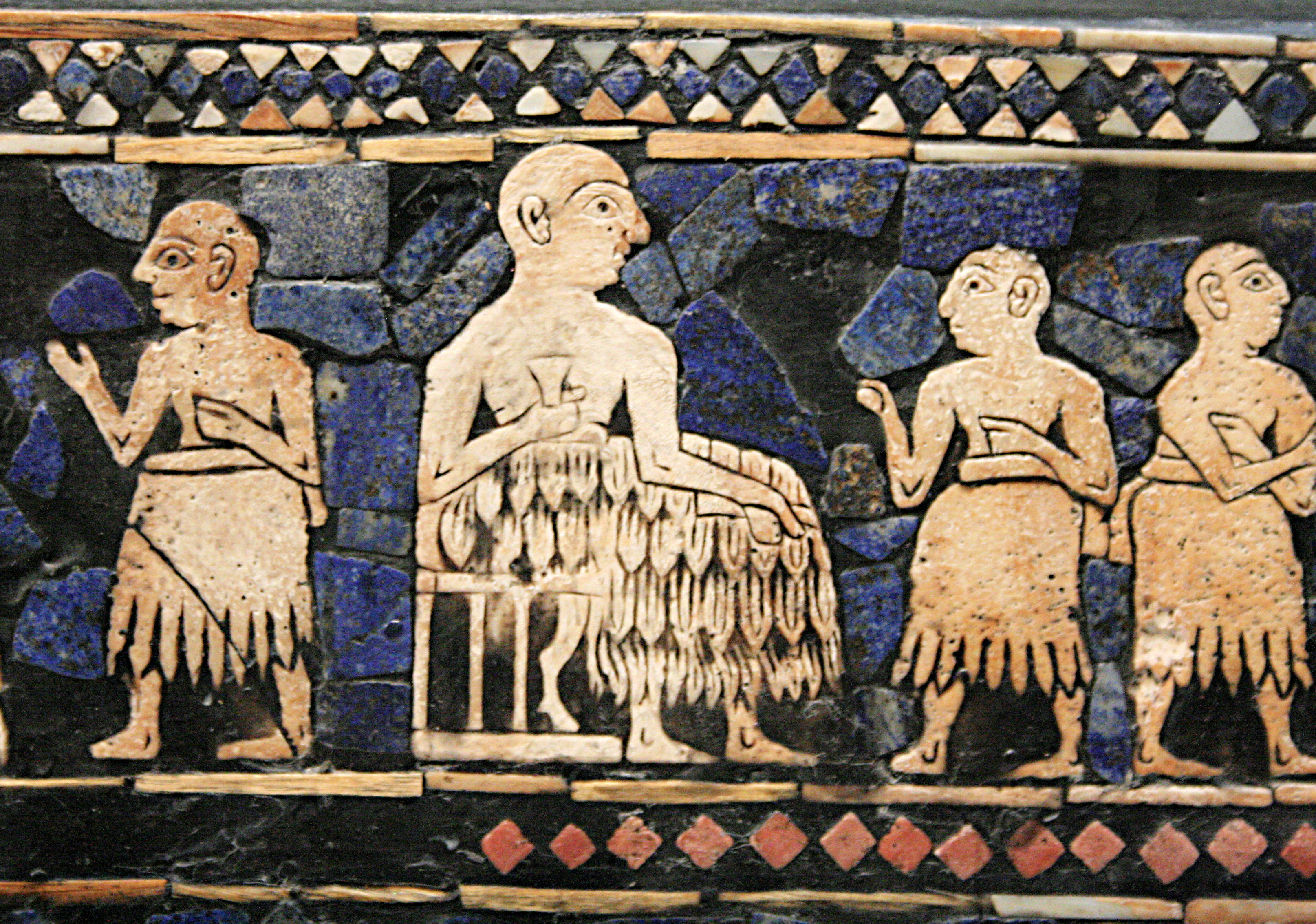
الملك المتوج لأور

تم إرسال بيرخورتور ردًا على ارتباك شعب الوركاء عندما ظهر جيش آجا، حيث كانت ثقة الجيش وولائه لجلجامش على المحك. أمام أجا، يصف بيرهورتورا بالتفصيل كيف سينهار جيشه. هذه الكلمات لا تهدف إلى تثبيط معنويات العدو، بل لتشجيع سكان الوركاء. وعندما يتكئ جلجامش أخيراً على الجدار، فإن ظهوره لا يؤثر على جيش آجا بل على أهل الوركاء، الشباب (الرجال الأصحاء) والشيوخ (آباء المدينة).
وقد يكون من الأفضل أن تؤكد التحقيقات في الجمعيات المختلفة التي وصفناها في البداية على أن الحاكم الصالح لا ينبغي أن يستمع إلى الناس المؤثرين فحسب، بل ينبغي له أيضاً أن يهتم بشؤون الناس العاديين. يُقارن جلجامش بآجا الظالم باعتباره الحاكم المثالي.
يبدو أن كلمات بيرهورتورا تصف رهبته وليس خوفه من ظهور جلجامش، ومع ذلك، لا يوجد تمييز صارم بين الخوف والرهبة في السومرية والأكدية (مي-لام 2 ). لا يستطيع آجا التعرف على جلجامش من جنديه، ويضطر إلى سؤال بيرهورتورا، ويبدو أن مي-لام جلجامش لا يؤثر عليه. عندما خطى جلجامش على الجدار، لم يكن آجا منهارًا جسديًا من بصره، لكن جيشه انهار في اللحظة التي أعلن فيها بيرهورتورا أنه ملكه. إن اعتراف الملك برعيته يمنحه كل السلطة، حتى على أعدائه. وهذا ما كان لدى جلجامش وما فاته آجا بمطالبه ويحاول الآن دون جدوى استعادته. لا تركز القصيدة على تفاصيل المعركة، فهي غير مهمة. لكن روح المحاربين هي التي أعطت جلجامش النصر. في حين أن جيش جلجامش يتبعه، فإن جيش آجا الظالم لا يقاتل، لأنه "أُخذ في وسط جيشه".
في الخاتمة يخاطب جلجامش آجا باعتباره رئيسه، ويتذكر كيف منحه آجا ذات يوم ملجأ آمنًا. يطلب آجا من جلجامش رد الجميل، وبناءً عليه يسمح له جلجامش بالذهاب حراً إلى كيش.
وفقًا لجاكوبسن، تم تعيين جلجامش في الوركاء تابعًا لملكه آجا، ثم تحرك بدافع من الكبرياء البطولي، فقام بتحريض التمرد. يتلاعب جلجامش بأجا ليعترف بتحرير الوركاء من كيش ونهاية سيطرتها. كانت حرية العودة بمثابة سداد لخدمات آجا في الماضي. يتوافق هذا التفسير مع تمرد سلطة جلجامش، سواء من السيد إلى الملك، أو على المستوى الشخصي مع آجا، من تابع إلى ملك مستقل.